# Inline-Alpin-Europameisterschaft
Die Inline-Alpin-Europameisterschaft (offiziell Inline Alpine European Championships) war von 2006 bis 2009 eine jährliche, 2013, 2015 zweijährliche und ab 2017 wieder eine jährliche austragende Europameisterschaft im Inline Alpin-Sport. Von 2006 bis 2009 wurde die Europameisterschaft vom Inline Alpine European Committee (IAEC) und ab 2013 werden sie von der World Inline Alpine Committee (WIAC) und der Rollsport Europaverband (CERS) veranstaltet.

## Geschichte
Von 2006 bis 2009 fand die Inline-Alpin-Europameisterschaft im Slalom statt und 2013 gab es neben dem Slalom auch den Riesenslalom. 2020 musste die Europameisterschaft wegen der COVID-19-Pandemie abgesagt werden. Die Athleten aus Deutschland, Italien, Lettland, Tschechien traten bisher bei jeder Europameisterschaft an, außerdem nahmen hin und wieder Athleten aus der Schweiz, Kroatien, Slowakei teil. 

## Reglement

### Teilnahmebedingung
Von 2006 bis 2009 waren Damen und Männer, 2013 waren Junior und Senior zugelassen.

### Durchführung
Die Inline-Alpin-Europameisterschaft wurden von 2006 bis 2009 nach dem Reglement der Inline-Organisation Inline Alpine European Committee (IAEC) und 2013 vom Inline-Organisation World Inline Alpine Committee (WIAC) und dem Rollsport Europaverband (CERS) durchgeführt. Die Europameisterschaft wird in zwei Durchgängen entschieden.  

### Preise
Die drei Erstplatzierten werden mit Gold-, Silber- bzw. Bronzemedaille ausgezeichnet und die Viert- bis Zehntplatzierten erhalten Erinnerungsgeschenke.

## Austragungsorte
| Jahr | Austragungsort(e)     |
| ---- | --------------------- |
| 2006 | Prag                  |
| 2007 | Cham                  |
| 2008 | Unterensingen         |
| 2009 | Němčičky              |
| 2013 | Degmarn               |
| 2015 | Němčičky              |
| 2017 | Villablino            |
| 2018 | Villablino            |
| 2019 | Villablino            |
| 2020 | Villablino (abgesagt) |
| 2021 | Oviedo                |
| 2022 | Villablino/Gijón      |
| 2023 | Villablino/Oviedo     |
| 2024 | Oviedo                |